# Torneo de la División I de Baloncesto Masculino de la NCAA de 2022
El Torneo de la División I de Baloncesto Masculino de la NCAA de 2022 se celebró para determinar el Campeón de la División I de la NCAA. Son 68 los equipos que disputan la fase final, organizándose una ronda previa que daba acceso a la fase final entre 8 equipos, de los que cuatro se incorporarían a cada uno de los cuadros regionales. Es la edición número 83, y dio comienzo el 15 de marzo de 2022, celebrándose la final el 4 de abril en el Caesars Superdome de Nueva Orleans, Luisiana. 
El campeón de la Big South Conference, Longwood, y el de la Northeast Conference, Bryant, hicieron su debut en una fase final. 
Se proclamaron campeones los Kansas Jayhawks, que lograban su cuarto título de su historia, derrotando en la final a North Carolina Tar Heels por 72-69, después de remontar 16 puntos de desventaja al deecanso.

## Equipos
| West Regional - Chase Center, San Francisco, California | West Regional - Chase Center, San Francisco, California | West Regional - Chase Center, San Francisco, California | West Regional - Chase Center, San Francisco, California | West Regional - Chase Center, San Francisco, California | West Regional - Chase Center, San Francisco, California | West Regional - Chase Center, San Francisco, California |
| Rank.                                                   | Universidad                                             | Conferencia                                             | Récord                                                  | Rank. General                                           | Tipo invitación                                         |                                                         |
| ------------------------------------------------------- | ------------------------------------------------------- | ------------------------------------------------------- | ------------------------------------------------------- | ------------------------------------------------------- | ------------------------------------------------------- | ------------------------------------------------------- |
| 1                                                       | Gonzaga                                                 | West Coast                                              | 26–3                                                    | 1                                                       | Automática                                              |                                                         |
| 2                                                       | Duke                                                    | ACC                                                     | 28–6                                                    | 8                                                       | General                                                 |                                                         |
| 3                                                       | Texas Tech                                              | Big 12                                                  | 25–9                                                    | 12                                                      | General                                                 |                                                         |
| 4                                                       | Arkansas                                                | SEC                                                     | 25–8                                                    | 16                                                      | General                                                 |                                                         |
| 5                                                       | UConn                                                   | Big East                                                | 23–9                                                    | 17                                                      | General                                                 |                                                         |
| 6                                                       | Alabama                                                 | SEC                                                     | 19–13                                                   | 21                                                      | General                                                 |                                                         |
| 7                                                       | Michigan State                                          | Big Ten                                                 | 22–12                                                   | 27                                                      | General                                                 |                                                         |
| 8                                                       | Boise State                                             | Mountain West                                           | 27–7                                                    | 29                                                      | Automática                                              |                                                         |
| 9                                                       | Memphis                                                 | American                                                | 21–10                                                   | 36                                                      | General                                                 |                                                         |
| 10                                                      | Davidson                                                | Atlantic 10                                             | 27–6                                                    | 40                                                      | General                                                 |                                                         |
| 11*                                                     | Rutgers                                                 | Big Ten                                                 | 18–13                                                   | 44                                                      | General                                                 |                                                         |
| 11*                                                     | Notre Dame                                              | ACC                                                     | 22–10                                                   | 47                                                      | General                                                 |                                                         |
| 12                                                      | New Mexico State                                        | WAC                                                     | 26–6                                                    | 50                                                      | Automática                                              |                                                         |
| 13                                                      | Vermont                                                 | America East                                            | 28–5                                                    | 53                                                      | Automática                                              |                                                         |
| 14                                                      | Montana State                                           | Big Sky                                                 | 27–7                                                    | 58                                                      | Automática                                              |                                                         |
| 15                                                      | Cal State Fullerton                                     | Big West                                                | 21–10                                                   | 62                                                      | Automática                                              |                                                         |
| 16                                                      | Georgia State                                           | Sun Belt                                                | 18–10                                                   | 63                                                      | Automática                                              |                                                         |

| East Regional - Wells Fargo Center, Filadelfia, Pensilvania | East Regional - Wells Fargo Center, Filadelfia, Pensilvania | East Regional - Wells Fargo Center, Filadelfia, Pensilvania | East Regional - Wells Fargo Center, Filadelfia, Pensilvania | East Regional - Wells Fargo Center, Filadelfia, Pensilvania | East Regional - Wells Fargo Center, Filadelfia, Pensilvania | East Regional - Wells Fargo Center, Filadelfia, Pensilvania |
| Rank.                                                       | Universidad                                                 | Conferencia                                                 | Récord                                                      | Rank. General                                               | Tipo invitación                                             |                                                             |
| ----------------------------------------------------------- | ----------------------------------------------------------- | ----------------------------------------------------------- | ----------------------------------------------------------- | ----------------------------------------------------------- | ----------------------------------------------------------- | ----------------------------------------------------------- |
| 1                                                           | Baylor                                                      | Big 12                                                      | 26–6                                                        | 4                                                           | General                                                     |                                                             |
| 2                                                           | Kentucky                                                    | SEC                                                         | 26–7                                                        | 6                                                           | General                                                     |                                                             |
| 3                                                           | Purdue                                                      | Big Ten                                                     | 27–7                                                        | 11                                                          | General                                                     |                                                             |
| 4                                                           | UCLA                                                        | Pac–12                                                      | 25–7                                                        | 13                                                          | General                                                     |                                                             |
| 5                                                           | Saint Mary's                                                | West Coast                                                  | 25–7                                                        | 19                                                          | General                                                     |                                                             |
| 6                                                           | Texas                                                       | Big 12                                                      | 21–11                                                       | 23                                                          | General                                                     |                                                             |
| 7                                                           | Murray State                                                | Ohio Valley                                                 | 30–2                                                        | 26                                                          | Automática                                                  |                                                             |
| 8                                                           | North Carolina                                              | ACC                                                         | 24–9                                                        | 30                                                          | General                                                     |                                                             |
| 9                                                           | Marquette                                                   | Big East                                                    | 19–12                                                       | 35                                                          | General                                                     |                                                             |
| 10                                                          | San Francisco                                               | West Coast                                                  | 24–9                                                        | 37                                                          | General                                                     |                                                             |
| 11                                                          | Virginia Tech                                               | ACC                                                         | 23–12                                                       | 46                                                          | Automática                                                  |                                                             |
| 12*                                                         | Wyoming                                                     | Mountain West                                               | 25–8                                                        | 43                                                          | General                                                     |                                                             |
| 12*                                                         | Indiana                                                     | Big Ten                                                     | 20–13                                                       | 45                                                          | General                                                     |                                                             |
| 13                                                          | Akron                                                       | MAC                                                         | 24–9                                                        | 54                                                          | Automática                                                  |                                                             |
| 14                                                          | Yale                                                        | Ivy                                                         | 19–11                                                       | 56                                                          | Automática                                                  |                                                             |
| 15                                                          | Saint Peter's                                               | MAAC                                                        | 19–11                                                       | 60                                                          | Automática                                                  |                                                             |
| 16                                                          | Norfolk State                                               | MEAC                                                        | 24–6                                                        | 64                                                          | Automática                                                  |                                                             |

| South Regional - AT&T Center, San Antonio, Texas | South Regional - AT&T Center, San Antonio, Texas | South Regional - AT&T Center, San Antonio, Texas | South Regional - AT&T Center, San Antonio, Texas | South Regional - AT&T Center, San Antonio, Texas | South Regional - AT&T Center, San Antonio, Texas | South Regional - AT&T Center, San Antonio, Texas |
| Rank.                                            | Universidad                                      | Conferencia                                      | Récord                                           | Rank. General                                    | Tipo invitación                                  |                                                  |
| ------------------------------------------------ | ------------------------------------------------ | ------------------------------------------------ | ------------------------------------------------ | ------------------------------------------------ | ------------------------------------------------ | ------------------------------------------------ |
| 1                                                | Arizona                                          | Pac–12                                           | 31–3                                             | 2                                                | Automática                                       |                                                  |
| 2                                                | Villanova                                        | Big East                                         | 26–7                                             | 7                                                | Automática                                       |                                                  |
| 3                                                | Tennessee                                        | SEC                                              | 26–7                                             | 10                                               | Automática                                       |                                                  |
| 4                                                | Illinois                                         | Big Ten                                          | 22–10                                            | 14                                               | General                                          |                                                  |
| 5                                                | Houston                                          | American                                         | 29–5                                             | 18                                               | Automática                                       |                                                  |
| 6                                                | Colorado State                                   | Mountain West                                    | 25–5                                             | 24                                               | General                                          |                                                  |
| 7                                                | Ohio State                                       | Big Ten                                          | 19–11                                            | 28                                               | General                                          |                                                  |
| 8                                                | Seton Hall                                       | Big East                                         | 21–10                                            | 32                                               | General                                          |                                                  |
| 9                                                | TCU                                              | Big 12                                           | 20–12                                            | 34                                               | General                                          |                                                  |
| 10                                               | Loyola Chicago                                   | Missouri Valley                                  | 25–7                                             | 39                                               | Automática                                       |                                                  |
| 11                                               | Michigan                                         | Big Ten                                          | 17–14                                            | 42                                               | General                                          |                                                  |
| 12                                               | UAB                                              | C-USA                                            | 27–7                                             | 48                                               | Automática                                       |                                                  |
| 13                                               | Chattanooga                                      | Southern                                         | 27–7                                             | 51                                               | Automática                                       |                                                  |
| 14                                               | Longwood                                         | Big South                                        | 26–6                                             | 55                                               | Automática                                       |                                                  |
| 15                                               | Delaware                                         | Colonial                                         | 22–12                                            | 59                                               | Automática                                       |                                                  |
| 16*                                              | Wright State                                     | Horizon                                          | 21–13                                            | 65                                               | Automática                                       |                                                  |
| 16*                                              | Bryant                                           | Northeast                                        | 22–9                                             | 66                                               | Automática                                       |                                                  |

| Midwest Regional - United Center, Chicago, Illinois | Midwest Regional - United Center, Chicago, Illinois | Midwest Regional - United Center, Chicago, Illinois | Midwest Regional - United Center, Chicago, Illinois | Midwest Regional - United Center, Chicago, Illinois | Midwest Regional - United Center, Chicago, Illinois | Midwest Regional - United Center, Chicago, Illinois |
| Rank.                                               | Universidad                                         | Conferencia                                         | Récord                                              | Rank. General                                       | Tipo invitación                                     |                                                     |
| --------------------------------------------------- | --------------------------------------------------- | --------------------------------------------------- | --------------------------------------------------- | --------------------------------------------------- | --------------------------------------------------- | --------------------------------------------------- |
| 1                                                   | Kansas                                              | Big 12                                              | 28–6                                                | 3                                                   | Automática                                          |                                                     |
| 2                                                   | Auburn                                              | SEC                                                 | 27–5                                                | 5                                                   | General                                             |                                                     |
| 3                                                   | Wisconsin                                           | Big Ten                                             | 24–7                                                | 9                                                   | General                                             |                                                     |
| 4                                                   | Providence                                          | Big East                                            | 25–5                                                | 15                                                  | General                                             |                                                     |
| 5                                                   | Iowa                                                | Big Ten                                             | 26–9                                                | 20                                                  | Automática                                          |                                                     |
| 6                                                   | LSU                                                 | SEC                                                 | 22–11                                               | 22                                                  | General                                             |                                                     |
| 7                                                   | USC                                                 | Pac–12                                              | 26–7                                                | 25                                                  | General                                             |                                                     |
| 8                                                   | San Diego State                                     | Mountain West                                       | 23–8                                                | 31                                                  | General                                             |                                                     |
| 9                                                   | Creighton                                           | Big East                                            | 22–11                                               | 33                                                  | General                                             |                                                     |
| 10                                                  | Miami (FL)                                          | ACC                                                 | 23–10                                               | 38                                                  | General                                             |                                                     |
| 11                                                  | Iowa State                                          | Big 12                                              | 20–12                                               | 41                                                  | General                                             |                                                     |
| 12                                                  | Richmond                                            | Atlantic 10                                         | 23–12                                               | 49                                                  | Automática                                          |                                                     |
| 13                                                  | South Dakota State                                  | Summit                                              | 30–4                                                | 52                                                  | Automática                                          |                                                     |
| 14                                                  | Colgate                                             | Patriot                                             | 23–11                                               | 57                                                  | Automática                                          |                                                     |
| 15                                                  | Jacksonville State                                  | ASUN                                                | 21–10                                               | 61                                                  | Automática                                          |                                                     |
| 16*                                                 | Texas Southern                                      | SWAC                                                | 18–12                                               | 67                                                  | Automática                                          |                                                     |
| 16*                                                 | Texas A&M–Corpus Christi                            | Southland                                           | 23–11                                               | 68                                                  | Automática                                          |                                                     |

## Fase final
* – Denota partido con prórroga.

### First Four –Dayton, Ohio
|  | 15 de marzo – Midwest Region |                          |    |  |
|  |                              |                          |    |  |
|  | 16                           | Texas Southern           | 76 |  |
|  | 16                           | Texas Southern           | 76 |  |
|  | 16                           | Texas A&M–Corpus Christi | 67 |  |
|  | 16                           | Texas A&M–Corpus Christi | 67 |  |

|  | 15 de marzo – East Region |         |    |  |
|  |                           |         |    |  |
|  | 12                        | Wyoming | 58 |  |
|  | 12                        | Wyoming | 58 |  |
|  | 12                        | Indiana | 66 |  |
|  | 12                        | Indiana | 66 |  |

|  | 16 de marzo – South Region |              |    |  |
|  |                            |              |    |  |
|  | 16                         | Wright State | 93 |  |
|  | 16                         | Wright State | 93 |  |
|  | 16                         | Bryant       | 82 |  |
|  | 16                         | Bryant       | 82 |  |

|  | 16 de marzo – West Region |            |      |  |
|  |                           |            |      |  |
|  | 11                        | Rutgers    | 87   |  |
|  | 11                        | Rutgers    | 87   |  |
|  | 11                        | Notre Dame | 89** |  |
|  | 11                        | Notre Dame | 89** |  |

### West Regional –San Francisco, CA
|  | Primera ronda                 | Primera ronda                 | Primera ronda                 |            |    | Segunda ronda                 | Segunda ronda                 | Segunda ronda                 |  |   | Semifinal Regional   | Semifinal Regional   | Semifinal Regional   |  |   | Final Regional      | Final Regional      | Final Regional      |  |
|  | 32.os de final 17-18 de marzo | 32.os de final 17-18 de marzo | 32.os de final 17-18 de marzo |            |    | 16.os de final 19-20 de marzo | 16.os de final 19-20 de marzo | 16.os de final 19-20 de marzo |  |   | Sweet 16 24 de marzo | Sweet 16 24 de marzo | Sweet 16 24 de marzo |  |   | Elite 8 26 de marzo | Elite 8 26 de marzo | Elite 8 26 de marzo |  |
|  |                               |                               |                               |            |    |                               |                               |                               |  |   |                      |                      |                      |  |   |                     |                     |                     |  |
|  |                               |                               |                               |            |    |                               |                               |                               |  |   |                      |                      |                      |  |   |                     |                     |                     |  |
|  | 1                             | Gonzaga                       | 93                            |            |    |                               |                               |                               |  |   |                      |                      |                      |  |   |                     |                     |                     |  |
|  | 1                             | Gonzaga                       | 93                            |            |    |                               |                               |                               |  |   |                      |                      |                      |  |   |                     |                     |                     |  |
|  | 16                            | Georgia State                 | 72                            |            |    |                               |                               |                               |  |   |                      |                      |                      |  |   |                     |                     |                     |  |
|  | 16                            | Georgia State                 | 72                            |            | 1  | Gonzaga                       | 82                            |                               |  |   |                      |                      |                      |  |   |                     |                     |                     |  |
|  | Portland – Jue/Sáb            |                               |                               |            | 1  | Gonzaga                       | 82                            |                               |  |   |                      |                      |                      |  |   |                     |                     |                     |  |
|  |                               |                               | 9                             | Memphis    | 78 |                               |                               |                               |  |   |                      |                      |                      |  |   |                     |                     |                     |  |
|  | 8                             | Boise State                   | 9                             | Memphis    | 78 | 53                            |                               |                               |  |   |                      |                      |                      |  |   |                     |                     |                     |  |
|  | 8                             | Boise State                   |                               |            |    |                               |                               |                               |  |   |                      |                      |                      |  |   |                     |                     |                     |  |
|  | 9                             | Memphis                       | 64                            |            |    |                               |                               |                               |  |   |                      |                      |                      |  |   |                     |                     |                     |  |
|  | 9                             | Memphis                       | 64                            |            |    |                               |                               |                               |  | 1 | Gonzaga              | 68                   |                      |  |   |                     |                     |                     |  |
|  |                               |                               |                               |            |    |                               |                               |                               |  | 1 | Gonzaga              | 68                   |                      |  |   |                     |                     |                     |  |
|  |                               |                               | 4                             | Arkansas   | 74 |                               |                               |                               |  |   |                      |                      |                      |  |   |                     |                     |                     |  |
|  | 5                             | UConn                         | 4                             | Arkansas   | 74 | 63                            |                               |                               |  |   |                      |                      |                      |  |   |                     |                     |                     |  |
|  | 5                             | UConn                         |                               |            |    |                               |                               |                               |  |   |                      |                      |                      |  |   |                     |                     |                     |  |
|  | 12                            | New Mexico State              | 70                            |            |    |                               |                               |                               |  |   |                      |                      |                      |  |   |                     |                     |                     |  |
|  | 12                            | New Mexico State              | 70                            |            | 12 | New Mexico State              | 48                            |                               |  |   |                      |                      |                      |  |   |                     |                     |                     |  |
|  | Buffalo – Jue/Sáb             |                               |                               |            | 12 | New Mexico State              | 48                            |                               |  |   |                      |                      |                      |  |   |                     |                     |                     |  |
|  |                               |                               | 4                             | Arkansas   | 53 |                               |                               |                               |  |   |                      |                      |                      |  |   |                     |                     |                     |  |
|  | 4                             | Arkansas                      | 4                             | Arkansas   | 53 | 75                            |                               |                               |  |   |                      |                      |                      |  |   |                     |                     |                     |  |
|  | 4                             | Arkansas                      |                               |            |    |                               |                               |                               |  |   |                      |                      |                      |  |   |                     |                     |                     |  |
|  | 13                            | Vermont                       | 71                            |            |    |                               |                               |                               |  |   |                      |                      |                      |  |   |                     |                     |                     |  |
|  | 13                            | Vermont                       | 71                            |            |    |                               |                               |                               |  |   |                      |                      |                      |  | 4 | Arkansas            | 69                  |                     |  |
|  |                               |                               |                               |            |    |                               |                               |                               |  |   |                      |                      |                      |  | 4 | Arkansas            | 69                  |                     |  |
|  |                               |                               | 2                             | Duke       | 78 |                               |                               |                               |  |   |                      |                      |                      |  |   |                     |                     |                     |  |
|  | 6                             | Alabama                       | 2                             | Duke       | 78 | 64                            |                               |                               |  |   |                      |                      |                      |  |   |                     |                     |                     |  |
|  | 6                             | Alabama                       |                               |            |    |                               |                               |                               |  |   |                      |                      |                      |  |   |                     |                     |                     |  |
|  | 11                            | Notre Dame                    | 78                            |            |    |                               |                               |                               |  |   |                      |                      |                      |  |   |                     |                     |                     |  |
|  | 11                            | Notre Dame                    | 78                            |            | 11 | Notre Dame                    | 53                            |                               |  |   |                      |                      |                      |  |   |                     |                     |                     |  |
|  | San Diego – Vie/Dom           |                               |                               |            | 11 | Notre Dame                    | 53                            |                               |  |   |                      |                      |                      |  |   |                     |                     |                     |  |
|  |                               |                               | 3                             | Texas Tech | 59 |                               |                               |                               |  |   |                      |                      |                      |  |   |                     |                     |                     |  |
|  | 3                             | Texas Tech                    | 3                             | Texas Tech | 59 | 97                            |                               |                               |  |   |                      |                      |                      |  |   |                     |                     |                     |  |
|  | 3                             | Texas Tech                    |                               |            |    |                               |                               |                               |  |   |                      |                      |                      |  |   |                     |                     |                     |  |
|  | 14                            | Montana State                 | 62                            |            |    |                               |                               |                               |  |   |                      |                      |                      |  |   |                     |                     |                     |  |
|  | 14                            | Montana State                 | 62                            |            |    |                               |                               |                               |  | 3 | Texas Tech           | 73                   |                      |  |   |                     |                     |                     |  |
|  |                               |                               |                               |            |    |                               |                               |                               |  | 3 | Texas Tech           | 73                   |                      |  |   |                     |                     |                     |  |
|  |                               |                               | 2                             | Duke       | 78 |                               |                               |                               |  |   |                      |                      |                      |  |   |                     |                     |                     |  |
|  | 7                             | Michigan State                | 2                             | Duke       | 78 | 74                            |                               |                               |  |   |                      |                      |                      |  |   |                     |                     |                     |  |
|  | 7                             | Michigan State                |                               |            |    |                               |                               |                               |  |   |                      |                      |                      |  |   |                     |                     |                     |  |
|  | 10                            | Davidson                      | 73                            |            |    |                               |                               |                               |  |   |                      |                      |                      |  |   |                     |                     |                     |  |
|  | 10                            | Davidson                      | 73                            |            | 7  | Michigan State                | 76                            |                               |  |   |                      |                      |                      |  |   |                     |                     |                     |  |
|  | Greenville – Vie/Dom          |                               |                               |            | 7  | Michigan State                | 76                            |                               |  |   |                      |                      |                      |  |   |                     |                     |                     |  |
|  |                               |                               | 2                             | Duke       | 85 |                               |                               |                               |  |   |                      |                      |                      |  |   |                     |                     |                     |  |
|  | 2                             | Duke                          | 2                             | Duke       | 85 | 78                            |                               |                               |  |   |                      |                      |                      |  |   |                     |                     |                     |  |
|  | 2                             | Duke                          |                               |            |    |                               |                               |                               |  |   |                      |                      |                      |  |   |                     |                     |                     |  |
|  | 15                            | Cal State Fullerton           | 61                            |            |    |                               |                               |                               |  |   |                      |                      |                      |  |   |                     |                     |                     |  |
|  | 15                            | Cal State Fullerton           | 61                            |            |    |                               |                               |                               |  |   |                      |                      |                      |  |   |                     |                     |                     |  |
|  |                               |                               |                               |            |    |                               |                               |                               |  |   |                      |                      |                      |  |   |                     |                     |                     |  |

#### Final Regional
| 26 de marzo    | #4 Arkansas                                                        | 69–78                              | #2 Duke                                                         | |  |
| 5:49 p. m. PDT | Marcador por tiempos: 33–45, 36–33                                 | Marcador por tiempos: 33–45, 36–33 | Marcador por tiempos: 33–45, 36–33                              | |  |
|                | Estadísticas Jaylin Williams, 19 Jaylin Williams, 10 J.D. Notae, 4 | Reporte Pts Reb Asts               | Estadísticas AJ Griffin, 18 Mark Williams, 12 Paolo Banchero, 3 | Pabellón: Chase Center – San Francisco, California Asistencia: 17,739 espectadores Árbitros: Ron Groover, Joe Lindsay, Larry Scirotto Televisión: TBS |  |

#### Mejor quinteto Torneo West Regional
- JD Notae – Arkansas
- Jaylin Williams – Arkansas
- Mark Williams – Duke
- Jeremy Roach – Duke
- Paolo Banchero – Duke (MOP)

### East Regional –Philadelphia, PA
|  | Primera ronda                 | Primera ronda                 | Primera ronda                 |                |     | Segunda ronda                 | Segunda ronda                 | Segunda ronda                 |  |   | Semifinal Regional   | Semifinal Regional   | Semifinal Regional   |  |   | Final Regional      | Final Regional      | Final Regional      |  |
|  | 32.os de final 17-18 de marzo | 32.os de final 17-18 de marzo | 32.os de final 17-18 de marzo |                |     | 16.os de final 19-20 de marzo | 16.os de final 19-20 de marzo | 16.os de final 19-20 de marzo |  |   | Sweet 16 25 de marzo | Sweet 16 25 de marzo | Sweet 16 25 de marzo |  |   | Elite 8 27 de marzo | Elite 8 27 de marzo | Elite 8 27 de marzo |  |
|  |                               |                               |                               |                |     |                               |                               |                               |  |   |                      |                      |                      |  |   |                     |                     |                     |  |
|  |                               |                               |                               |                |     |                               |                               |                               |  |   |                      |                      |                      |  |   |                     |                     |                     |  |
|  | 1                             | Baylor                        | 85                            |                |     |                               |                               |                               |  |   |                      |                      |                      |  |   |                     |                     |                     |  |
|  | 1                             | Baylor                        | 85                            |                |     |                               |                               |                               |  |   |                      |                      |                      |  |   |                     |                     |                     |  |
|  | 16                            | Norfolk State                 | 49                            |                |     |                               |                               |                               |  |   |                      |                      |                      |  |   |                     |                     |                     |  |
|  | 16                            | Norfolk State                 | 49                            |                | 1   | Baylor                        | 86                            |                               |  |   |                      |                      |                      |  |   |                     |                     |                     |  |
|  | Fort Worth – Jue/Sáb          |                               |                               |                | 1   | Baylor                        | 86                            |                               |  |   |                      |                      |                      |  |   |                     |                     |                     |  |
|  |                               |                               | 8                             | North Carolina | 93* |                               |                               |                               |  |   |                      |                      |                      |  |   |                     |                     |                     |  |
|  | 8                             | North Carolina                | 8                             | North Carolina | 93* | 95.                           |                               |                               |  |   |                      |                      |                      |  |   |                     |                     |                     |  |
|  | 8                             | North Carolina                |                               |                |     |                               |                               |                               |  |   |                      |                      |                      |  |   |                     |                     |                     |  |
|  | 9                             | Marquette                     | 63                            |                |     |                               |                               |                               |  |   |                      |                      |                      |  |   |                     |                     |                     |  |
|  | 9                             | Marquette                     | 63                            |                |     |                               |                               |                               |  | 8 | North Carolina       | 73                   |                      |  |   |                     |                     |                     |  |
|  |                               |                               |                               |                |     |                               |                               |                               |  | 8 | North Carolina       | 73                   |                      |  |   |                     |                     |                     |  |
|  |                               |                               | 4                             | UCLA           | 66  |                               |                               |                               |  |   |                      |                      |                      |  |   |                     |                     |                     |  |
|  | 5                             | Saint Mary's                  | 4                             | UCLA           | 66  | 82                            |                               |                               |  |   |                      |                      |                      |  |   |                     |                     |                     |  |
|  | 5                             | Saint Mary's                  |                               |                |     |                               |                               |                               |  |   |                      |                      |                      |  |   |                     |                     |                     |  |
|  | 12                            | Indiana                       | 53                            |                |     |                               |                               |                               |  |   |                      |                      |                      |  |   |                     |                     |                     |  |
|  | 12                            | Indiana                       | 53                            |                | 5   | Saint Mary's                  | 56                            |                               |  |   |                      |                      |                      |  |   |                     |                     |                     |  |
|  | Portland – Jue/Sáb            |                               |                               |                | 5   | Saint Mary's                  | 56                            |                               |  |   |                      |                      |                      |  |   |                     |                     |                     |  |
|  |                               |                               | 4                             | UCLA           | 72  |                               |                               |                               |  |   |                      |                      |                      |  |   |                     |                     |                     |  |
|  | 4                             | UCLA                          | 4                             | UCLA           | 72  | 57                            |                               |                               |  |   |                      |                      |                      |  |   |                     |                     |                     |  |
|  | 4                             | UCLA                          |                               |                |     |                               |                               |                               |  |   |                      |                      |                      |  |   |                     |                     |                     |  |
|  | 13                            | Akron                         | 53                            |                |     |                               |                               |                               |  |   |                      |                      |                      |  |   |                     |                     |                     |  |
|  | 13                            | Akron                         | 53                            |                |     |                               |                               |                               |  |   |                      |                      |                      |  | 8 | North Carolina      | 69                  |                     |  |
|  |                               |                               |                               |                |     |                               |                               |                               |  |   |                      |                      |                      |  | 8 | North Carolina      | 69                  |                     |  |
|  |                               |                               | 15                            | Saint Peter's  | 49  |                               |                               |                               |  |   |                      |                      |                      |  |   |                     |                     |                     |  |
|  | 6                             | Texas                         | 15                            | Saint Peter's  | 49  | '81                           |                               |                               |  |   |                      |                      |                      |  |   |                     |                     |                     |  |
|  | 6                             | Texas                         |                               |                |     |                               |                               |                               |  |   |                      |                      |                      |  |   |                     |                     |                     |  |
|  | 11                            | Virginia Tech                 | 73                            |                |     |                               |                               |                               |  |   |                      |                      |                      |  |   |                     |                     |                     |  |
|  | 11                            | Virginia Tech                 | 73                            |                | 6   | Texas                         | 71.                           |                               |  |   |                      |                      |                      |  |   |                     |                     |                     |  |
|  | Milwaukee – Vie/Dom           |                               |                               |                | 6   | Texas                         | 71.                           |                               |  |   |                      |                      |                      |  |   |                     |                     |                     |  |
|  |                               |                               | 3                             | Purdue         | 81  |                               |                               |                               |  |   |                      |                      |                      |  |   |                     |                     |                     |  |
|  | 3                             | Purdue                        | 3                             | Purdue         | 81  | 78                            |                               |                               |  |   |                      |                      |                      |  |   |                     |                     |                     |  |
|  | 3                             | Purdue                        |                               |                |     |                               |                               |                               |  |   |                      |                      |                      |  |   |                     |                     |                     |  |
|  | 14                            | Yale                          | 56                            |                |     |                               |                               |                               |  |   |                      |                      |                      |  |   |                     |                     |                     |  |
|  | 14                            | Yale                          | 56                            |                |     |                               |                               |                               |  | 3 | Purdue               | 64                   |                      |  |   |                     |                     |                     |  |
|  |                               |                               |                               |                |     |                               |                               |                               |  | 3 | Purdue               | 64                   |                      |  |   |                     |                     |                     |  |
|  |                               |                               | 15                            | Saint Peter's  | 67  |                               |                               |                               |  |   |                      |                      |                      |  |   |                     |                     |                     |  |
|  | 7                             | Murray State                  | 15                            | Saint Peter's  | 67  | 92*                           |                               |                               |  |   |                      |                      |                      |  |   |                     |                     |                     |  |
|  | 7                             | Murray State                  |                               |                |     |                               |                               |                               |  |   |                      |                      |                      |  |   |                     |                     |                     |  |
|  | 10                            | San Francisco                 | 87                            |                |     |                               |                               |                               |  |   |                      |                      |                      |  |   |                     |                     |                     |  |
|  | 10                            | San Francisco                 | 87                            |                | 7   | Murray State                  | 60                            |                               |  |   |                      |                      |                      |  |   |                     |                     |                     |  |
|  | Indianapolis – Jue/Sáb        |                               |                               |                | 7   | Murray State                  | 60                            |                               |  |   |                      |                      |                      |  |   |                     |                     |                     |  |
|  |                               |                               | 15                            | Saint Peter's  | 70  |                               |                               |                               |  |   |                      |                      |                      |  |   |                     |                     |                     |  |
|  | 2                             | Kentucky                      | 15                            | Saint Peter's  | 70  | 79                            |                               |                               |  |   |                      |                      |                      |  |   |                     |                     |                     |  |
|  | 2                             | Kentucky                      |                               |                |     |                               |                               |                               |  |   |                      |                      |                      |  |   |                     |                     |                     |  |
|  | 15                            | Saint Peter's                 | 85*                           |                |     |                               |                               |                               |  |   |                      |                      |                      |  |   |                     |                     |                     |  |
|  | 15                            | Saint Peter's                 | 85*                           |                |     |                               |                               |                               |  |   |                      |                      |                      |  |   |                     |                     |                     |  |
|  |                               |                               |                               |                |     |                               |                               |                               |  |   |                      |                      |                      |  |   |                     |                     |                     |  |

#### Final Regional
| 27 de marzo | #8 North Carolina                                               | 69–49                              | #15 Saint Peter's                                               | |  |
| 5:05 p. m.  | Marcador por tiempos: 19–38, 30–31                              | Marcador por tiempos: 19–38, 30–31 | Marcador por tiempos: 19–38, 30–31                              | |  |
|             | Estadísticas Armando Bacot, 20 Armando Bacot, 22 Leaky Black, 5 | Reporte Pts Reb Asts               | Estadísticas Fousseyni Drame, 12 Drame, KC Ndefo, 7 KC Ndefo, 3 | Pabellón: Wells Fargo Center – Filadelfia, Pensilvania Árbitros: Verne Harris, John Higgins, Bo Boroski Televisión: CBS |  |

#### Mejor quinteto torneo East Regional
- Armando Bacot, North Carolina (MOP)
- Daryl Banks III, Saint Peter's
- Doug Edert, Saint Peter's
- Caleb Love, North Carolina
- Brady Manek, North Carolina

### South Regional –San Antonio, TX
|  | Primera ronda                 | Primera ronda                 | Primera ronda                 |           |    | Segunda ronda                 | Segunda ronda                 | Segunda ronda                 |  |    | Semifinal Regional   | Semifinal Regional   | Semifinal Regional   |  |   | Final Regional      | Final Regional      | Final Regional      |  |
|  | 32.os de final 17-18 de marzo | 32.os de final 17-18 de marzo | 32.os de final 17-18 de marzo |           |    | 16.os de final 19-20 de marzo | 16.os de final 19-20 de marzo | 16.os de final 19-20 de marzo |  |    | Sweet 16 24 de marzo | Sweet 16 24 de marzo | Sweet 16 24 de marzo |  |   | Elite 8 26 de marzo | Elite 8 26 de marzo | Elite 8 26 de marzo |  |
|  |                               |                               |                               |           |    |                               |                               |                               |  |    |                      |                      |                      |  |   |                     |                     |                     |  |
|  |                               |                               |                               |           |    |                               |                               |                               |  |    |                      |                      |                      |  |   |                     |                     |                     |  |
|  | 1                             | Arizona                       | 87                            |           |    |                               |                               |                               |  |    |                      |                      |                      |  |   |                     |                     |                     |  |
|  | 1                             | Arizona                       | 87                            |           |    |                               |                               |                               |  |    |                      |                      |                      |  |   |                     |                     |                     |  |
|  | 16                            | Wright State                  | 70                            |           |    |                               |                               |                               |  |    |                      |                      |                      |  |   |                     |                     |                     |  |
|  | 16                            | Wright State                  | 70                            |           | 1  | Arizona                       | 85*                           |                               |  |    |                      |                      |                      |  |   |                     |                     |                     |  |
|  | San Diego – Vie/Dom           |                               |                               |           | 1  | Arizona                       | 85*                           |                               |  |    |                      |                      |                      |  |   |                     |                     |                     |  |
|  |                               |                               | 9                             | TCU       | 80 |                               |                               |                               |  |    |                      |                      |                      |  |   |                     |                     |                     |  |
|  | 8                             | Seton Hall                    | 9                             | TCU       | 80 | 42                            |                               |                               |  |    |                      |                      |                      |  |   |                     |                     |                     |  |
|  | 8                             | Seton Hall                    |                               |           |    |                               |                               |                               |  |    |                      |                      |                      |  |   |                     |                     |                     |  |
|  | 9                             | TCU                           | 69                            |           |    |                               |                               |                               |  |    |                      |                      |                      |  |   |                     |                     |                     |  |
|  | 9                             | TCU                           | 69                            |           |    |                               |                               |                               |  | 1  | Arizona              | 60                   |                      |  |   |                     |                     |                     |  |
|  |                               |                               |                               |           |    |                               |                               |                               |  | 1  | Arizona              | 60                   |                      |  |   |                     |                     |                     |  |
|  |                               |                               | 5                             | Houston   | 72 |                               |                               |                               |  |    |                      |                      |                      |  |   |                     |                     |                     |  |
|  | 5                             | Houston                       | 5                             | Houston   | 72 | 82                            |                               |                               |  |    |                      |                      |                      |  |   |                     |                     |                     |  |
|  | 5                             | Houston                       |                               |           |    |                               |                               |                               |  |    |                      |                      |                      |  |   |                     |                     |                     |  |
|  | 12                            | UAB                           | 68                            |           |    |                               |                               |                               |  |    |                      |                      |                      |  |   |                     |                     |                     |  |
|  | 12                            | UAB                           | 68                            |           | 5  | Houston                       | 68                            |                               |  |    |                      |                      |                      |  |   |                     |                     |                     |  |
|  | Pittsburgh – Vie/Dom          |                               |                               |           | 5  | Houston                       | 68                            |                               |  |    |                      |                      |                      |  |   |                     |                     |                     |  |
|  |                               |                               | 4                             | Illinois  | 53 |                               |                               |                               |  |    |                      |                      |                      |  |   |                     |                     |                     |  |
|  | 4                             | Illinois                      | 4                             | Illinois  | 53 | 54                            |                               |                               |  |    |                      |                      |                      |  |   |                     |                     |                     |  |
|  | 4                             | Illinois                      |                               |           |    |                               |                               |                               |  |    |                      |                      |                      |  |   |                     |                     |                     |  |
|  | 13                            | Chattanooga                   | 53                            |           |    |                               |                               |                               |  |    |                      |                      |                      |  |   |                     |                     |                     |  |
|  | 13                            | Chattanooga                   | 53                            |           |    |                               |                               |                               |  |    |                      |                      |                      |  | 5 | Houston             | 44                  |                     |  |
|  |                               |                               |                               |           |    |                               |                               |                               |  |    |                      |                      |                      |  | 5 | Houston             | 44                  |                     |  |
|  |                               |                               | 2                             | Villanova | 50 |                               |                               |                               |  |    |                      |                      |                      |  |   |                     |                     |                     |  |
|  | 6                             | Colorado State                | 2                             | Villanova | 50 | 63                            |                               |                               |  |    |                      |                      |                      |  |   |                     |                     |                     |  |
|  | 6                             | Colorado State                |                               |           |    |                               |                               |                               |  |    |                      |                      |                      |  |   |                     |                     |                     |  |
|  | 11                            | Michigan                      | 75                            |           |    |                               |                               |                               |  |    |                      |                      |                      |  |   |                     |                     |                     |  |
|  | 11                            | Michigan                      | 75                            |           | 11 | Michigan                      | 76                            |                               |  |    |                      |                      |                      |  |   |                     |                     |                     |  |
|  | Indianapolis – Jue/Sáb        |                               |                               |           | 11 | Michigan                      | 76                            |                               |  |    |                      |                      |                      |  |   |                     |                     |                     |  |
|  |                               |                               | 3                             | Tennessee | 68 |                               |                               |                               |  |    |                      |                      |                      |  |   |                     |                     |                     |  |
|  | 3                             | Tennessee                     | 3                             | Tennessee | 68 | 88                            |                               |                               |  |    |                      |                      |                      |  |   |                     |                     |                     |  |
|  | 3                             | Tennessee                     |                               |           |    |                               |                               |                               |  |    |                      |                      |                      |  |   |                     |                     |                     |  |
|  | 14                            | Longwood                      | 56                            |           |    |                               |                               |                               |  |    |                      |                      |                      |  |   |                     |                     |                     |  |
|  | 14                            | Longwood                      | 56                            |           |    |                               |                               |                               |  | 11 | Michigan             | 55                   |                      |  |   |                     |                     |                     |  |
|  |                               |                               |                               |           |    |                               |                               |                               |  | 11 | Michigan             | 55                   |                      |  |   |                     |                     |                     |  |
|  |                               |                               | 2                             | Villanova | 63 |                               |                               |                               |  |    |                      |                      |                      |  |   |                     |                     |                     |  |
|  | 7                             | Ohio State                    | 2                             | Villanova | 63 | 54                            |                               |                               |  |    |                      |                      |                      |  |   |                     |                     |                     |  |
|  | 7                             | Ohio State                    |                               |           |    |                               |                               |                               |  |    |                      |                      |                      |  |   |                     |                     |                     |  |
|  | 10                            | Loyola Chicago                | 41                            |           |    |                               |                               |                               |  |    |                      |                      |                      |  |   |                     |                     |                     |  |
|  | 10                            | Loyola Chicago                | 41                            |           | 7  | Ohio State                    | 61                            |                               |  |    |                      |                      |                      |  |   |                     |                     |                     |  |
|  | Pittsburgh – Vie/Dom          |                               |                               |           | 7  | Ohio State                    | 61                            |                               |  |    |                      |                      |                      |  |   |                     |                     |                     |  |
|  |                               |                               | 2                             | Villanova | 71 |                               |                               |                               |  |    |                      |                      |                      |  |   |                     |                     |                     |  |
|  | 2                             | Villanova                     | 2                             | Villanova | 71 | 80                            |                               |                               |  |    |                      |                      |                      |  |   |                     |                     |                     |  |
|  | 2                             | Villanova                     |                               |           |    |                               |                               |                               |  |    |                      |                      |                      |  |   |                     |                     |                     |  |
|  | 15                            | Delaware                      | 60                            |           |    |                               |                               |                               |  |    |                      |                      |                      |  |   |                     |                     |                     |  |
|  | 15                            | Delaware                      | 60                            |           |    |                               |                               |                               |  |    |                      |                      |                      |  |   |                     |                     |                     |  |
|  |                               |                               |                               |           |    |                               |                               |                               |  |    |                      |                      |                      |  |   |                     |                     |                     |  |

#### Final Regional
| 26 de marzo | #5 Houston                                                  | 44–50                              | #2 Villanova                                                                    | |  |
| 6:09 p. m.  | Marcador por tiempos: 20–27, 24–23                          | Marcador por tiempos: 20–27, 24–23 | Marcador por tiempos: 20–27, 24–23                                              | |  |
|             | Estadísticas Taze Moore, 15 Taze Moore, 10 Kyler Edwards, 4 | Pts Reb Asts                       | Estadísticas Jermaine Samuels, 16 Jermaine Samuels, 10 B. Slater, C. Daniels, 2 | Pabellón: AT&T Center – San Antonio, Texas Asistencia: 17,186 espectadores Árbitros: Jeff Anderson, Kipp Kissinger, Mike Reed Televisión: TBS |  |

#### Mejor quinteto del torneo South Regional
- Jermaine Samuels – Villanova (MOP)
- Collin Gillespie – Villanova
- Caleb Daniels – Villanova
- Justin Moore – Villanova
- Jamal Shead – Houston

### Midwest Regional –Chicago, IL
|  | Primera ronda                 | Primera ronda                 | Primera ronda                 |            |    | Segunda ronda                 | Segunda ronda                 | Segunda ronda                 |  |    | Semifinal Regional   | Semifinal Regional   | Semifinal Regional   |  |   | Final Regional      | Final Regional      | Final Regional      |  |
|  | 32.os de final 17-18 de marzo | 32.os de final 17-18 de marzo | 32.os de final 17-18 de marzo |            |    | 16.os de final 19-20 de marzo | 16.os de final 19-20 de marzo | 16.os de final 19-20 de marzo |  |    | Sweet 16 25 de marzo | Sweet 16 25 de marzo | Sweet 16 25 de marzo |  |   | Elite 8 27 de marzo | Elite 8 27 de marzo | Elite 8 27 de marzo |  |
|  |                               |                               |                               |            |    |                               |                               |                               |  |    |                      |                      |                      |  |   |                     |                     |                     |  |
|  |                               |                               |                               |            |    |                               |                               |                               |  |    |                      |                      |                      |  |   |                     |                     |                     |  |
|  | 1                             | Kansas                        | 83                            |            |    |                               |                               |                               |  |    |                      |                      |                      |  |   |                     |                     |                     |  |
|  | 1                             | Kansas                        | 83                            |            |    |                               |                               |                               |  |    |                      |                      |                      |  |   |                     |                     |                     |  |
|  | 16                            | Texas Southern                | 56                            |            |    |                               |                               |                               |  |    |                      |                      |                      |  |   |                     |                     |                     |  |
|  | 16                            | Texas Southern                | 56                            |            | 1  | Kansas                        | 79                            |                               |  |    |                      |                      |                      |  |   |                     |                     |                     |  |
|  | Fort Worth – Jue/Sáb          |                               |                               |            | 1  | Kansas                        | 79                            |                               |  |    |                      |                      |                      |  |   |                     |                     |                     |  |
|  |                               |                               | 9                             | Creighton  | 72 |                               |                               |                               |  |    |                      |                      |                      |  |   |                     |                     |                     |  |
|  | 8                             | San Diego State               | 9                             | Creighton  | 72 | 69                            |                               |                               |  |    |                      |                      |                      |  |   |                     |                     |                     |  |
|  | 8                             | San Diego State               |                               |            |    |                               |                               |                               |  |    |                      |                      |                      |  |   |                     |                     |                     |  |
|  | 9                             | Creighton                     | 72*                           |            |    |                               |                               |                               |  |    |                      |                      |                      |  |   |                     |                     |                     |  |
|  | 9                             | Creighton                     | 72*                           |            |    |                               |                               |                               |  | 1  | Kansas               | 66                   |                      |  |   |                     |                     |                     |  |
|  |                               |                               |                               |            |    |                               |                               |                               |  | 1  | Kansas               | 66                   |                      |  |   |                     |                     |                     |  |
|  |                               |                               | 4                             | Providence | 61 |                               |                               |                               |  |    |                      |                      |                      |  |   |                     |                     |                     |  |
|  | 5                             | Iowa                          | 4                             | Providence | 61 | 63                            |                               |                               |  |    |                      |                      |                      |  |   |                     |                     |                     |  |
|  | 5                             | Iowa                          |                               |            |    |                               |                               |                               |  |    |                      |                      |                      |  |   |                     |                     |                     |  |
|  | 12                            | Richmond                      | 67                            |            |    |                               |                               |                               |  |    |                      |                      |                      |  |   |                     |                     |                     |  |
|  | 12                            | Richmond                      | 67                            |            | 12 | Richmond                      | 51                            |                               |  |    |                      |                      |                      |  |   |                     |                     |                     |  |
|  | Buffalo – Jue/Sáb             |                               |                               |            | 12 | Richmond                      | 51                            |                               |  |    |                      |                      |                      |  |   |                     |                     |                     |  |
|  |                               |                               | 4                             | Providence | 79 |                               |                               |                               |  |    |                      |                      |                      |  |   |                     |                     |                     |  |
|  | 4                             | Providence                    | 4                             | Providence | 79 | 66                            |                               |                               |  |    |                      |                      |                      |  |   |                     |                     |                     |  |
|  | 4                             | Providence                    |                               |            |    |                               |                               |                               |  |    |                      |                      |                      |  |   |                     |                     |                     |  |
|  | 13                            | South Dakota State            | 57                            |            |    |                               |                               |                               |  |    |                      |                      |                      |  |   |                     |                     |                     |  |
|  | 13                            | South Dakota State            | 57                            |            |    |                               |                               |                               |  |    |                      |                      |                      |  | 1 | Kansas              | 76                  |                     |  |
|  |                               |                               |                               |            |    |                               |                               |                               |  |    |                      |                      |                      |  | 1 | Kansas              | 76                  |                     |  |
|  |                               |                               | 10                            | Miami (FL) | 50 |                               |                               |                               |  |    |                      |                      |                      |  |   |                     |                     |                     |  |
|  | 6                             | LSU                           | 10                            | Miami (FL) | 50 | 54                            |                               |                               |  |    |                      |                      |                      |  |   |                     |                     |                     |  |
|  | 6                             | LSU                           |                               |            |    |                               |                               |                               |  |    |                      |                      |                      |  |   |                     |                     |                     |  |
|  | 11                            | Iowa State                    | 59                            |            |    |                               |                               |                               |  |    |                      |                      |                      |  |   |                     |                     |                     |  |
|  | 11                            | Iowa State                    | 59                            |            | 11 | Iowa State                    | 54                            |                               |  |    |                      |                      |                      |  |   |                     |                     |                     |  |
|  | Milwaukee – Vie/Dom           |                               |                               |            | 11 | Iowa State                    | 54                            |                               |  |    |                      |                      |                      |  |   |                     |                     |                     |  |
|  |                               |                               | 3                             | Wisconsin  | 49 |                               |                               |                               |  |    |                      |                      |                      |  |   |                     |                     |                     |  |
|  | 3                             | Wisconsin                     | 3                             | Wisconsin  | 49 | 67                            |                               |                               |  |    |                      |                      |                      |  |   |                     |                     |                     |  |
|  | 3                             | Wisconsin                     |                               |            |    |                               |                               |                               |  |    |                      |                      |                      |  |   |                     |                     |                     |  |
|  | 14                            | Colgate                       | 60                            |            |    |                               |                               |                               |  |    |                      |                      |                      |  |   |                     |                     |                     |  |
|  | 14                            | Colgate                       | 60                            |            |    |                               |                               |                               |  | 11 | Iowa State           | 56                   |                      |  |   |                     |                     |                     |  |
|  |                               |                               |                               |            |    |                               |                               |                               |  | 11 | Iowa State           | 56                   |                      |  |   |                     |                     |                     |  |
|  |                               |                               | 10                            | Miami (FL) | 70 |                               |                               |                               |  |    |                      |                      |                      |  |   |                     |                     |                     |  |
|  | 7                             | USC                           | 10                            | Miami (FL) | 70 | 66                            |                               |                               |  |    |                      |                      |                      |  |   |                     |                     |                     |  |
|  | 7                             | USC                           |                               |            |    |                               |                               |                               |  |    |                      |                      |                      |  |   |                     |                     |                     |  |
|  | 10                            | Miami (FL)                    | 68                            |            |    |                               |                               |                               |  |    |                      |                      |                      |  |   |                     |                     |                     |  |
|  | 10                            | Miami (FL)                    | 68                            |            | 10 | Miami (FL)                    | 79                            |                               |  |    |                      |                      |                      |  |   |                     |                     |                     |  |
|  | Greenville – Vie/Dom          |                               |                               |            | 10 | Miami (FL)                    | 79                            |                               |  |    |                      |                      |                      |  |   |                     |                     |                     |  |
|  |                               |                               | 2                             | Auburn     | 61 |                               |                               |                               |  |    |                      |                      |                      |  |   |                     |                     |                     |  |
|  | 2                             | Auburn                        | 2                             | Auburn     | 61 | 80                            |                               |                               |  |    |                      |                      |                      |  |   |                     |                     |                     |  |
|  | 2                             | Auburn                        |                               |            |    |                               |                               |                               |  |    |                      |                      |                      |  |   |                     |                     |                     |  |
|  | 15                            | Jacksonville State            | 61                            |            |    |                               |                               |                               |  |    |                      |                      |                      |  |   |                     |                     |                     |  |
|  | 15                            | Jacksonville State            | 61                            |            |    |                               |                               |                               |  |    |                      |                      |                      |  |   |                     |                     |                     |  |
|  |                               |                               |                               |            |    |                               |                               |                               |  |    |                      |                      |                      |  |   |                     |                     |                     |  |

#### Final Regional
| 27 de marzo | #1 Kansas                                                     | 76–50                              | #10 Miami (FL)                                                    | |  |
| 2:20pm      | Marcador por tiempos: 35–29, 15–47                            | Marcador por tiempos: 35–29, 15–47 | Marcador por tiempos: 35–29, 15–47                                | |  |
|             | Estadísticas Ochai Agbaji, 18 Jalen Wilson, 11 3 jugadores, 4 | Reporte Pts Reb Asts               | Estadísticas Kameron McGusty, 18 Anthony Walker, 5 Isaiah Wong, 3 | Pabellón: United Center – Chicago, Illinois Árbitros: Roger Ayers, Terry Wymer, Earl Walton Televisión: CBS |  |

#### Mejor quinteto del torneo Midwest Regional
- Al Durham, Providence
- Kameron McGusty, Miami
- Christian Braun, Kansas
- David McCormack, Kansas
- Remy Martin (MOP), Kansas

### Final Four –Nueva Orleans, Luisiana
|  | National Semifinals           | National Semifinals           | National Semifinals           |        |    | National Championship Game | National Championship Game | National Championship Game |  |
|  | Final Four Sábado, 2 de abril | Final Four Sábado, 2 de abril | Final Four Sábado, 2 de abril |        |    | Lunes, 4 de abril          | Lunes, 4 de abril          | Lunes, 4 de abril          |  |
|  |                               |                               |                               |        |    |                            |                            |                            |  |
|  |                               |                               |                               |        |    |                            |                            |                            |  |
|  | W2                            | Duke                          | 77                            |        |    |                            |                            |                            |  |
|  | W2                            | Duke                          | 77                            |        |    |                            |                            |                            |  |
|  | E8                            | North Carolina                | 81                            |        |    |                            |                            |                            |  |
|  | E8                            | North Carolina                | 81                            |        | E8 | North Carolina             | 69                         |                            |  |
|  |                               |                               |                               |        | E8 | North Carolina             | 69                         |                            |  |
|  |                               |                               | MW1                           | Kansas | 72 |                            |                            |                            |  |
|  | S2                            | Villanova                     | MW1                           | Kansas | 72 | 65                         |                            |                            |  |
|  | S2                            | Villanova                     |                               |        |    | 65                         |                            |                            |  |
|  | MW1                           | Kansas                        | 81                            |        |    |                            |                            |                            |  |
|  | MW1                           | Kansas                        | 81                            |        |    |                            |                            |                            |  |
|  |                               |                               |                               |        |    |                            |                            |                            |  |

#### Semifinales
| 2 de abril  | E8 North Carolina                                         | 81–77                              | W2 Duke                                                            | |  |
| 8:49 pm EDT | Marcador por tiempos: 34–37, 47–40                        | Marcador por tiempos: 34–37, 47–40 | Marcador por tiempos: 34–37, 47–40                                 | |  |
|             | Estadísticas Caleb Love, 28 Armando Bacot, 21 RJ Davis, 4 | Reporte Pts Reb Asts               | Estadísticas Paolo Banchero, 20 Paolo Banchero, 10 Jeremy Roach, 5 | Pabellón: Caesars Superdome – Nueva Orleans, Luisiana Asistencia: 70,602 espectadores Árbitros: Roger Ayers, Tony Padilla, Bo Boroski Televisión: TBS/TNT/TruTV |  |

| 2 de abril     | S2 Villanova                                                    | 65–81                              | MW1 Kansas                                                         | |  |
| 6:09 p. m. EDT | Marcador por tiempos: 29–40, 36–41                              | Marcador por tiempos: 29–40, 36–41 | Marcador por tiempos: 29–40, 36–41                                 | |  |
|                | Estadísticas Collin Gillespie, 19 3 jugadores, 7 3 jugadores, 3 | Reporte Pts Reb Asts               | Estadísticas David McCormack, 25 Jalen Wilson, 11 Wilson, Braun, 5 | Pabellón: Caesars Superdome – Nueva Orleans, Luisiana Asistencia: 70,602 espectadores Árbitros: Doug Sirmons, Keith Kimble, James Breeding Televisión: TBS/TNT/TruTV |  |

#### Final Nacional
| 4 de abril     | E8 North Carolina                                                          | 69–72                              | MW1 Kansas                                                                      | |  |
| 9:20 p. m. EDT | Marcador por tiempos: 40–25, 29–47                                         | Marcador por tiempos: 40–25, 29–47 | Marcador por tiempos: 40–25, 29–47                                              | |  |
|                | Estadísticas A. Bacot, R. J. Davis – 15 A. Bacot – 15 Cuatro jugadores – 2 | Reporte Pts Reb Asts               | Estadísticas J. Wilson, D. McCormack – 15 C. Braun – 12 D. Harris, C. Braun – 3 | Pabellón: Caesars Superdome – Nueva Orleans, Luisiana Asistencia: 69 423 espectadores Árbitros: Jeff Anderson, Ron Groover, Terry Oglesby Televisión: TBS/TNT/TruTV |  |

#### Mejor quinteto de la Final Four
- Ochai Agbaji, Kansas (MOP)
- David McCormack, Kansas
- Armando Bacot, North Carolina
- Caleb Love, North Carolina
- Paolo Banchero, Duke

| Campeón de la NCAA 2022    |
| -------------------------- |
| Kansas Jayhawks 4.º título |